# Metachrostis miasma
Metachrostis miasma là một loài bướm đêm trong họ Erebidae.